# Колтеск
Колтеск — несохранившийся древнерусский город на юге современной Московской области.

## История
Северный пограничный город-крепость Черниговского княжества Колтеск впервые упоминается в летописи под 1146 или 1147 годом в связи с приездом сюда новгород-северского князя Святослава Ольговича, бежавшего из Киева после поражения в борьбе за киевский великокняжеский престол. Колтеск был разрушен во время монголо-татарского нашествия. Впоследствии на эту территорию распространилась власть рязанских князей. В конце XIV века Колтеск упоминается в летописном «Списке русских городов дальних и ближних» среди рязанских городов.
После разрушения укреплений расположенный с северо-восточной стороны от них посад превратился в село Колтово, по имени которого здешняя волость Каширского уезда звалась Колтовской. Получивший её в кормление рязанский боярин Михаил Иванович Сорокоум Глебов стал родоначальником дворянского рода Колтовских.

## Городище
Городище древнего Колтеска, включавшее остатки детинца, было расположено на левом берегу реки Мутенки, правого притока Оки, близ села Колтово. При строительстве автодороги «Дон» городище было практически полностью разрушено. Сохранившиеся участки культурного слоя содержат материалы домонгольского периода. Вокруг городища расположены несколько селищ — остатки городских посадов. В своё время городище Колтеска было обследовано Р. Л. Розенфельдтом. Были обнаружены углублённые в землю жилища, обломки гончарной посуды древнерусской эпохи (XI—XIII век).